# 凯霍加谷国家公园
凯霍加谷国家公园位于美国俄亥俄州北部的阿克隆和克利夫兰之间。公园沿凯霍加河而建，致力于保护原生态自然景观。园区面积20,339.22英亩，由国家公园管理处主管，是俄亥俄州唯一一座国家公园。1974年，凯霍加谷国家游乐区建立，2000年确认为国家公园。
凯霍加在作为易洛魁语分支下的莫霍克语中是“蜿蜒的河流”之意。

## 历史
1870年代，当人们从附近城市乘马车或沿着河道乘坐休闲船时，山谷开始为都市居民提供娱乐休闲。1880年，山谷铁路成为远离都市工业生活的另一种方式。实际上，随着克利夫兰和阿克隆都市公园地区的建立，1910年代、1920年代公园开始得以发展。1929年，克利夫兰房地产商海沃德·肯达尔向俄亥俄州捐赠了430英亩的里奇岩架和信托基金。肯达尔的意愿规定了“财产所有权将永恒为公园目的所使用。”为纪念他的母亲，公园成命名为弗吉尼肯达尔公园。20世纪30年代，美国民间资源保护队修建起公园众多公共设施，包括当今奥克塔贡、雷奇斯和肯达尔湖泊居民区内的欢乐时光旅馆。
虽然去公园保护了部分区域，20世纪60年代，当地市民害怕城市扩张会影响凯霍加河山谷的自然风光。积极的市民与州政府和国民政府官员联合组织寻求长期解决办法。最后，1974年12月27日，总统杰拉尔德·福特签署法案，建立凯霍加谷国家休闲区。
1985年，国家公园管理处请求47英亩的克雷奇垃圾场作为休闲区使用。他们请求环境保护署对地址进行全面分析。调查证明该地含有极端有毒物质，该区于1986年停止运营并关闭，被指定为废弃物场址。申请起诉潜在性的负责党派，包括福特、GM、克莱斯勒、3M和俄亥俄州的废物公司。除3M外，所有公司都同意接受处理整顿，而3M败诉了。
清理工作始于1987年，直至2011年中期才完成，虽然多数地区被修复为初始的湿地。
2000年10月11日，这片区域被国会重新指定为国家公园，随之通过了内部和相关机构部门拨款法案（2011年，法案4578，106届国会），由国家公园管理处执行。俄亥俄州比奇伍德的大卫·伯格国家纪念遗址也由凯霍加谷国家公园管理，
凯霍加河流区域多功能的利奇菲尔德竞技场于1999年拆除，遗址现在空空如也，并于2000年指定为凯霍加谷国家公园，成为深得观鸟者喜爱的一片广阔的草地。

## 旅游胜地

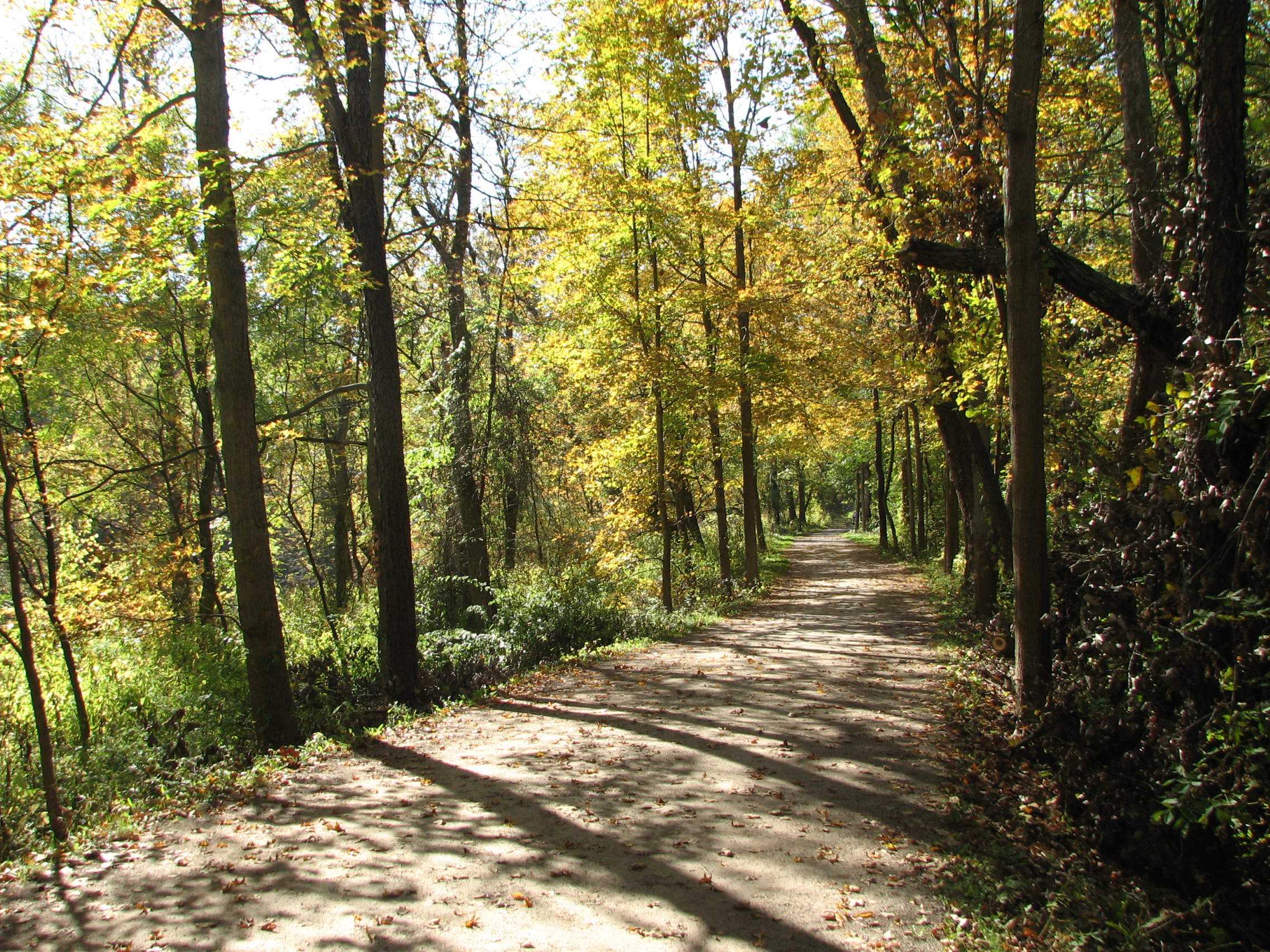
牵道步道为游客提供了游乐休闲活动。

许多参观者徒步旅行或骑车途径公园许多条山径，参观数不胜数的旅游胜地，包括牵道步道20英里开外的石灰岩，位于俄亥俄和伊利运河延伸处308英里外。20-英里（32-） 308-英里（496-） .
瀑布、连绵起伏的山脉、洞穴和蜿蜒崎岖的河流景观吸引了许多公园参观者。狭窄峭壁山涧、其间的泛滥平原和郁郁葱葱的农田相得益彰，贯穿着整个公园。动物的生活也丰富多彩。岩架为巨石遍布的悬崖提供了休憩之处，可以在森林景观之下观看日落。冬季的肯达尔山流行滑雪橇。
公园展示着19世纪和20世纪早期的农耕作业、田园牧歌和乡村生活的场景，同时承办当代艺术展、露天音乐会和景区游览以及凯霍加谷风光铁路的特殊缆车参观。
公园还拥有兼容区域，非联邦政府所有，包括克利夫兰城市数个当地公园和乡村管理系统下的城市公园、花卉音乐中心、黑尔农场和山庄。20世纪80年代中叶，公园举办了国家民俗节。

### 俄亥俄和伊利运河牵道步道
国家公园管理处开发了多功能的俄亥俄和伊利运河牵道步道，它是穿越凯霍加谷国家公园的主要步道。全长21英里，从洛克赛德路开始，南达萨米特州立骑行和徒步步道。整条步道的长度沿着凯霍加河，多处步道的起点和沿线均设有洗手间，洛克赛德路、波斯顿·斯托雷、波特苏姆路的农庄市场还可发现餐饮处。沿路还有多处参观者中心。洛克赛德路连接着克利夫兰城市公园步道，向北可达6英里。萨米特国家步道穿越了阿克隆和南部地区。牵道步道贯穿斯塔克和塔斯卡拉沃斯县直抵佐尔。近70多英里就会有一处较大的中断。
部分凯霍加谷国家公园外的牵道步道由州和当局所有和管理。步道还与布克耶步道相会。萨米特州立骑行和徒步系统就在附近，它连接着附近的布兰德海恩瀑布，还与克利夫兰城市公园贝德福德凯霍加村的预定和沙龙相接。季节性的，游客可乘坐凯霍加谷观光铁路沿线参观，从洛克赛德路至阿克隆，沿线设有6处上下车站点。深受骑行者和参观摄影者的喜爱。凯霍加谷观光铁路独立运营。

### 历史

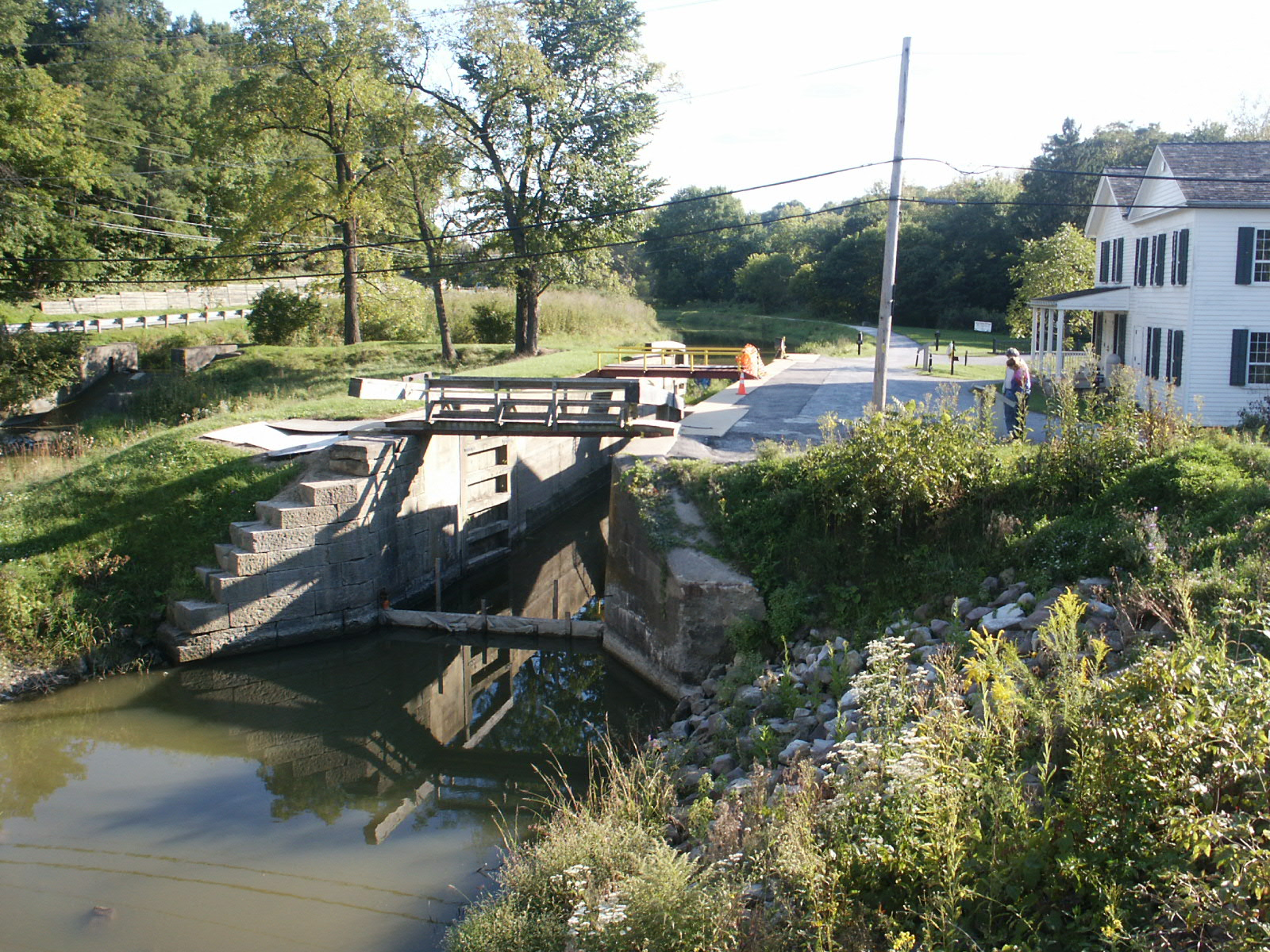
俄亥俄州和伊利湖运河水闸

牵道步道沿着俄亥俄和伊利运河的历史路线行进。运河建成之前，俄亥俄州居民点稀疏罕见，参观异乎困难，运送粮食到达市场也几乎不可实现。建于1825年至1832年的运河，形成了一条成功的运输路线，从伊利湖的克利夫兰到达俄亥俄州的朴茨茅斯。运河将俄亥俄州与美国东部其他地区连接起来。
运河沿岸许多展示提供了与运河特点相关的信息和历史名胜遗址。 
今日，参观者可以沿着同一条步道徒步或骑行，过去作为运河船舶装载货物和乘客的运河。景观与过去大为不同，运河水波盈盈，承载着稳定的船队穿行于卡诺乐尔。运河沿岸随处可见的海狸就是明证。

### 斯坦福屋宅

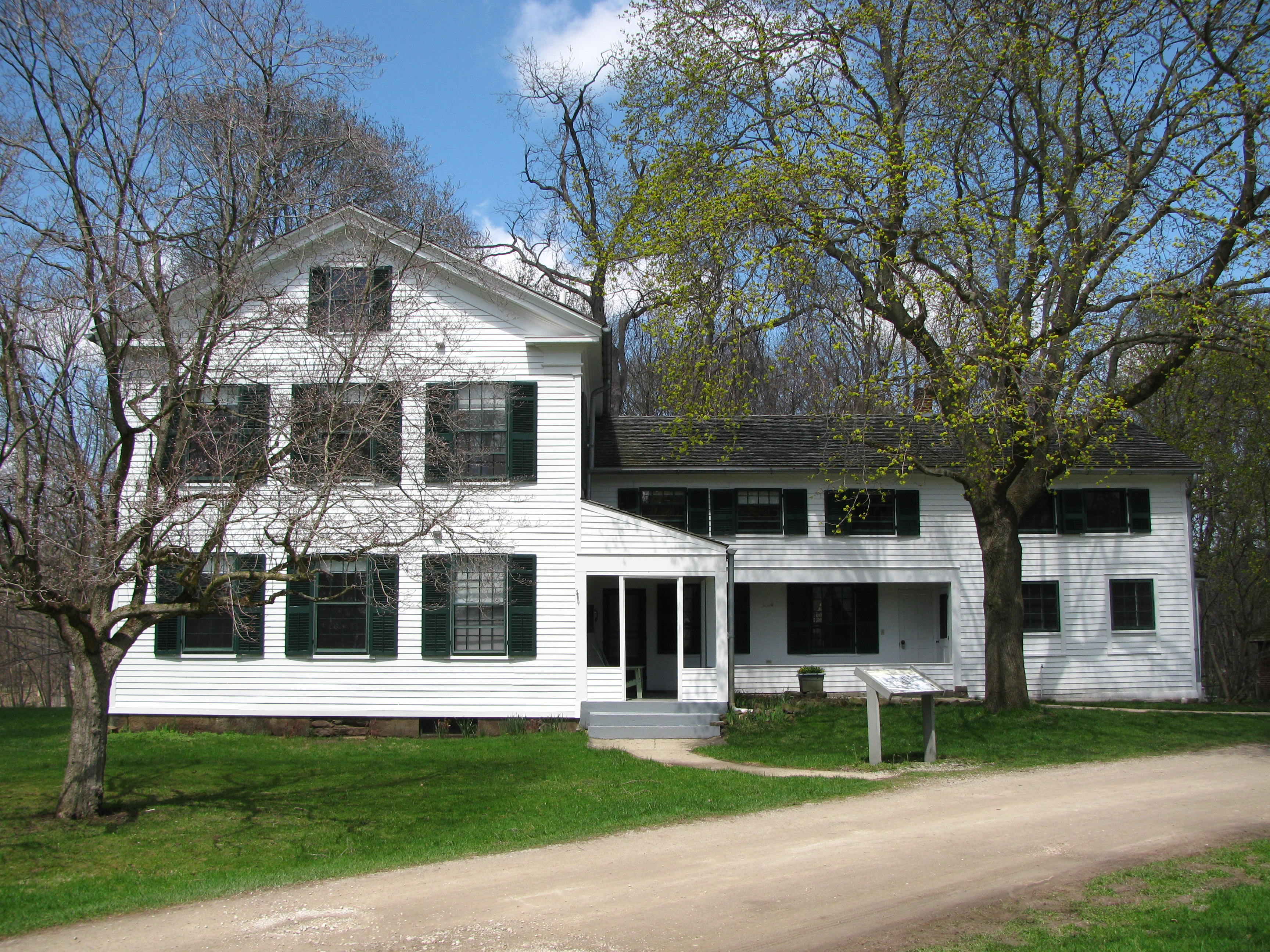
斯坦福屋宅坐落于俄亥俄州，凯霍加谷国家公园内

坐落于俄亥俄州半岛近旁的凯霍加谷，斯坦福旅馆成为19世纪历史性农庄，由乔治·斯坦福于1830年代修建，是西部自然保护区的首位移民者。1978年，NPS购买了作为青年旅馆与美国青年旅馆机构相连。2011年3月，斯坦福旅馆成为斯坦福屋宅，凯霍加谷国家公园的首个园内居住设施。凯霍加谷国家公园和国家公园管理处对它进行修缮。

## 延伸阅读
- Cuyahoga Valley Trails Council (2007). The Trail Guide to Cuyahoga Valley National Park, 3rd Edition, OH: Gray & Company, Publishers. ISBN 978-1-59851-040-9